# 12946 Portegieszwart
12946 Portegieszwart è un asteroide della fascia principale interna. Scoperto nel 1971, presenta un'orbita caratterizzata da un semiasse maggiore pari a 2,393596 UA e da un'eccentricità di 0,067738, inclinata di 6,201273° rispetto all'eclittica. Ha un periodo di rotazione di 1,33 ore.
Fa parte della famiglia di asteroidi Vesta.
Simon Portegies Zwart è un astronomo olandese, specializzato in studi numerici sulla dinamica stellare. Dirige il team di ricerca interdisciplinare di Astrofisica Computazionale presso l'Osservatorio di Leida. L'obiettivo principale di Simon è comprendere l'universo attraverso simulazioni al computer.